# Fresnay-le-Gilmert
Fresnay-le-Gilmert is een gemeente in het Franse departement Eure-et-Loir (regio Centre-Val de Loire) en telt 208 inwoners (2004). De plaats maakt deel uit van het arrondissement Chartres.

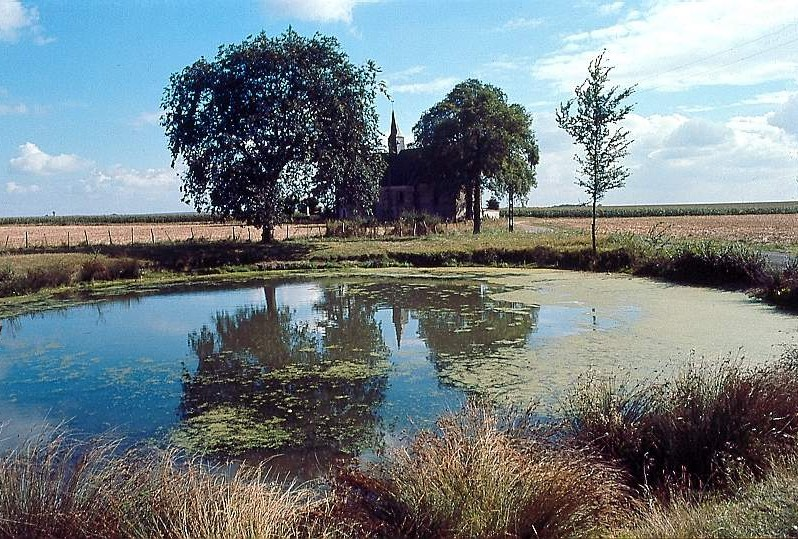
Eglise Saint-Juste (1972)

## Geografie
De oppervlakte van Fresnay-le-Gilmert bedraagt 5,9 km², de bevolkingsdichtheid is 35,3 inwoners per km².
De onderstaande kaart toont de ligging van Fresnay-le-Gilmert met de belangrijkste infrastructuur en aangrenzende gemeenten.

## Demografie
Onderstaande figuur toont het verloop van het inwonertal (bron: INSEE-tellingen).